# Gudrun Johnson Rosin
Anna Gudrun Ingeborg Rosin, född Johnsson den 13 maj 1933 i Bromma församling, Stockholm, är en svensk före detta tennisspelare, aktiv under 1950- och 1960-talen.

## Tenniskarriären
Gudrun Rosin var framförallt framgångsrik i nationella mästerskap. Under karriären vann hon totalt 28 SM-titlar varav 7 i singel-, 13 i dubbel och 8 i mixed dubbel. Singeltitlarna vann hon under perioden 1959-64.
Sitt första SM-tecken vann hon 1955 i mixed dubbel inomhus tillsammans med Percy Rosberg, som 2006 upptogs i the Swedish Tennis Hall of Fame. Med honom vann hon ytterligare tre titlar. Sin sista mixed dubbeltitel vann Rosin 1967 tillsammans med Jan-Erik Lundqvist.
Dubbeltitlarna vann Rosin med olika spelare, varav fem tillsammans med Ulla Sandulf. Sitt sista SM-tecken vann hon 1969 i dubbel tillsammans med Ingrid Bentzer.
Gudrun Rosin spelade en tekniskt god och vårdad tennis.